# プラチナ (漫画)
『プラチナ』は、かわすみひろしの漫画。ウェディングプランナーを主人公とした、結婚式場を舞台とした物語である。雑誌掲載時は『－天使の舞い降りるチャペル－』（てんしのまいおりるチャペル）の副題が付いていた。
『週刊モーニング』2006年36・37合併号に「純情ウェディング物語」と銘打ち、パイロット版として結婚式場を舞台とした読み切りの『プラチナ・チャペル』が掲載され、その後、同作品を『プラチナ』（意味は「純愛」）のタイトルに省略変更し、同年48号から2007年16号にかけて連載された。しかし、途中で若干の休載を挿みながら、同年3月に連載が終了した（17号の掲載では“第一部終了”と記載されている。なお、かわすみのコメントはないまま終了されている）。

## 概要

### あらすじ
東京都下町を舞台として、主人公の真理子翔太は、かつての名門結婚式場で亡き祖父が創った「マリコ・マリッジ」の駆け出しである、創造者一族の青年ウエディングプランナーである。伯父の放漫な経営で、優秀なスタッフは大手ホテルに引き抜かれた。そのために男を誘惑するフェロモンを持つ優秀な奈良こぶし先輩、離婚調停中の安田主任、元「帝王ホテル」のプライドの高い御厨（みくりゃ）料理長など癖のあるスタッフに苦戦しながらも、倒産寸前の結婚式場を健気に支えて、自ら営業活動を続けている。

## 登場人物

### マリコ・マリッジのスタッフとその周りの人々
真理子 翔太
主人公。「真理子」という変わった苗字を持つ（実は母方の姓）。推定年齢26歳。祖父が創り、恩義がある伯父の放漫な経営で傾斜した結婚式場に就職する。純粋でお人好し、かつ情熱的なウエディングプランナー。学生時代のかつての恋人であり、島崎（小田）真理子との別れる時の約束で、その婚約者の小田哲男との挙式と披露宴を司会するなど取りまとめた。真理子から貰った達磨を家宝としている。十八番はブルーハーツの「リンダリンダ」。また「ラブレター」も失恋の歌としてうたう。自転車とリュックサックを愛用している。
小田（旧姓：島崎）真理子
翔太の大学時代の恋人だった。推定年齢26歳。翔太と「真理子」が共通しているために意気投合して付き合いを始めた。母がブルーハーツのファンでその影響を受け、それが翔太にも及ぶ。やがて同じブルーハーツのファンである小田哲男と婚約し、翔太のプロデュースで2人は結婚した。
奈良 こぶし
翔太の先輩で優秀な女性ウエディングプランナー。推定年齢30歳。かつては新郎を惑わして、挙式と披露宴を台無しにした過去を持つ。そのために“悪魔のウエディングプランナー”の異名を持ち、彼女のせいで翔太の結婚式場が廃れている見方もある。いちご大福が好物。また御厨から「バイキン女」呼ばわりされており、同時にうわばみ（酒豪）でもある。
真理子 京子
翔太の母方の叔母で源太郎の次女、太一の末妹。居酒屋「亀吉」の女将で未亡人（やもめ）。推定年齢38歳。甥の翔太と10歳ほどしか年齢が離れていないために、京子は甥に「叔母さん」ではなく「京子姉さん」と呼ばせている。翔太の最大の理解者。現在は独身。翔太同様にブルーハーツの大ファン。
真理子 太一
翔太の母方の伯父で、源太郎の長男。マリコ・マリッジの2代目社長。年齢は51歳。父・源太郎から、経営の意欲さと能力を買われず、衝突を繰り返した。また単独結婚式場の経営に限界を感じており、リスクを避けるために、経営を売り払うことを望んでいる。酒とローリング・ストーンズを愛するチョイ悪オヤジ。リーゼントを束ねている。
真理子 奈緒
翔太の母方の従妹で、太一の一人娘。女子高生。推定年齢18歳。父を愛しており、父の考えを理解しており、従兄の翔太と祖母の方針に反発を持っている。翔太のことを「翔太お兄ちゃん」と呼ぶ。ややツンデレな性格を持っている。
真理子 源太郎
翔太の祖父。マリコ・マリッジの創業者。ロマンティストで廃墟寸前の教会堂を購入した。1男2女の父で資産家でもある。長男の太一を信頼せず、梶原に全て委ねたために対決した。彼が亡くなった後に夫人（翔太の祖母）が80歳近くになりながら、健気に夫の遺志を受け継いでいる。翔太は亡き長女の息子。
梶原
かつてのマリコ・マリッジのチーフ格ウェディング・プランナー。推定年齢41歳。翔太の祖父に信頼され、経営に関わった。しかし、当時の副社長だった太一と意見が合わず、「エンジェル・パレス村沢」に転職した。翔太の尊敬する人物で、古巣の行方を案じている。何故か鈴に懐かれた。こぶしの期待を裏切ったと自己嫌悪もしていた。
小田 哲男
真理子の夫。推定年齢27歳。初めは真理子と翔太の関係を疑い、結婚式場の打ち合わせにはあまり顔を出さず、真理子を泣かせたことがある。しかし翔太の熱意で心を動かし、無事に結婚を果たした。現在はで真理子と新婚生活を楽しんでいる。妻の真理子を温かく見守る穏やかな性格。
安田 康夫
マリコ・マリッジの古参主任ウエディングプランナー。推定年齢52歳。翔太の祖父の時代から勤めている。現在は妻と離婚調停中である。趣味は盆栽。同時に翔太の祖父の遺志を受け継いだ理解者でもある。
御厨（みくりゃ）菊次郎
元「帝王ホテル」の宴会部門料理長で、現在はマリコ・マリッジの主任シェフ兼料理長。年齢は63歳。料理の腕は一流だが、プライドが異常に高い頑固気質の困った存在である。自ら“神”と称してるらしい。
ディビッド神父
マリコ・マリッジの神父。推定年齢36歳。酒癖が悪く、失恋を繰り返しては翔太たちを困惑させるトラブルメーカー。普段は温和な人物。翔太の行動を見て、マリコ・マリッジが破産すると早とちりしたことがあり、「モウ、英会話学校を開くヨ」と言っていた。英語圏を母語とする。
真鍋 鈴（りん）
マリコ・マリッジのヘアメイク担当の女性スタッフ。推定年齢23歳。他人（特に男性）の鼻毛のチェックに目を光らす。そのために翔太やこぶしと安田主任らから「はなげちゃん」と呼ばれている。本人はそう言われると、必ず相手をつっこむのはお約束である。また、着物の着付けも担当できる。
百瀬 桃美（ももせ ももみ）
マリコ・マリッジのスタイリスト担当の女性スタッフ。推定年齢49歳。主にウエディングなど、花嫁衣裳を担当とする。営業接待のプロで、現在の夫も若い時にその調子でプロポーズしたとか…

### その他の登場人物
小早川 幸子
かつては売れないプロの演歌歌手。年齢は38歳。現在は運送会社の派遣社員。翔太が住む町内のアイドルで、“演歌の女王”と呼ばれる。京子の友人で、その縁でマリコ・マリッジに自分の式場の披露宴を依頼するが…婚約者は歌手時代のマネージャー。
三河屋 建一
幸子の親友で、イベントプロモーターの代表者。町内会の顔役で、海老原砂男とも交流がある。かなりの激情家で、幸子の披露宴にトラブルが起こると、大いに同情し、社長の太一にクレームをつける。だが、かえって太一から相手が悪いといわんばかりに反論されてキレた。
花園 七海
真理子の学生時代の友人。推定年齢26歳。フリーライターで、現在は同業で婚約者の坂口と同棲している。ところが坂口は仕事でミャンマーに出張し、彼女は坂口に不満を持っている。また彼女は大学を留年の繰り返しで、真理子のおかげで卒業できたと感謝している。真理子の勧めでマリコ・マリッジに依頼をする。それは上司のデスクから念願の仕事が舞い降りてきたために、フリーライターとしてのステップアップを目指し、そのネタ記事として結婚式節約を書くためでもあった。さらに挙式・披露宴の経費を削り、翔太とこぶしたちを困惑させた「究極の倹約お姉さん」。コストを減らした挙句に惨めな披露宴を迎えるが、翔太たちの支えで無事に終わらせた。
坂口 剣吾
七海の婚約者。推定年齢27歳。七海と同じフリーライターで、巨漢。ミャンマーに出張していたが、間もなく帰国し、成田空港で出迎えた七海を抱き上げた。体も大きいが声もでかい。かなり豪快な人物。
海老原（旧姓：嵐山）詩織
順一郎の妻。父は大手銀行の頭取。推定年齢24歳。令嬢とは思えない気さくな人柄。大手ホテル「グランド・エイジア」に結婚式として予約するも、食中毒でキャンセルをしなければならなかった。上昇志向の順一郎に疑問を感じている。順一郎が他の大手ホテルを探すも、6月のウェディングシーズンのために予約を確保できず、下町にある順一郎の実家である電気店に行くように説得し、その父の砂男と相談し、マリコ・マリッジに依頼した。順一郎が散々文句をいうも、翔太とこぶしの尽力で無事に理想的な披露宴を迎えた。
海老原 順一郎
大手TV局の映像専門の敏腕プロデューサーで、詩織の夫。年齢は31歳（昭和50年生）。最高のクオリティーを要求するために上昇志向が高い。しかし、「グランド・エイジア」の食中毒の件で予約をキャンセルし、途方に暮れる。詩織の励ましで立ち直り、町内会長をやっている父・砂男の紹介でマリコ・マリッジに依頼した。マリコ・マリッジの式場の貧弱さに文句をいうも（実は詩織の親族から、海老原家を軽蔑されたことが要因）、翔太・こぶしの熱意を理解し、詩織との理想的な披露宴を無事に迎えた。
海老原 砂男
順一郎の父。年齢は63歳。町内会の会長で、下町で電気店を営む。電気工具の知識を熟知し、消費者の立場を考えており、いわゆるブランド力を嫌っている。同時に町内会長をやっており、その縁で翔太と付き合いがあった。詩織の頼みでマリコ・マリッジを順一郎たちに紹介した。映像撮りの名人で本人曰く「無趣味」である。また順一郎が映像プロデューサーとして活躍しているのは彼の影響と思われる。あまり信用できないこぶしの瞳に一瞬、目が眩んだことがある。披露宴では、安堵した息子の順一郎から花束を受けた。同時に翔太の相談役でもある。
海老原 良子・君枝
順一郎の母と姉。年齢はそれぞれ63歳、35歳。君枝は既婚で子持ち。お互いに息子と弟の結婚式の行方を案じていた。他に砂男の弟夫妻一家もいる。

## 単行本所収
モーニングKCより全2巻。
1. 2007年4月23日発行 ISBN 978-4-06-372586-5
2. 2007年5月23日発行 ISBN 978-4-06-372604-6